# 尾崎積興
尾崎 積興（おざき つむおき）は、江戸時代後期の公家・武士。官位は従三位・逢殿頭。桂宮の諸大夫を務め、大伴氏出身の人物として伴保平以来875年ぶりに公卿となった。

## 概要
宝暦11年（1761年）3月25日に侍として従六位下・縫殿大允に叙任されたが、翌年5月16日に位官を返上し改めて諸大夫として正六位下・左衛門少尉に叙任された。また同年11月5日には大和守に任じられた。明和5年（1768年）7月25日には名を継忠から積興へと改めた。翌年には弘仁4年（823年）に淳和天皇の諱（大伴親王）を避けて伴氏へと改めていた氏の名を大伴氏へと戻した。その後も玄蕃頭や縫殿頭に任じられ、位階も昇進し、文政8年（1825年）には大伴氏の人間として875年ぶり（天暦4年（950年）10月15日に従三位・伴保平が致仕して以来）に公卿へと昇った。同10年（1827年）5月16日に死去し、龍源寺に葬られた。